# Język pekal
Język pekal – język austronezyjski używany w indonezyjskich prowincjach Sumatra Południowa i Bengkulu. Według danych z 2000 roku posługuje się nim 30 tys. osób.
Należy do grupy języków malajskich, według klasyfikacji Ethnologue stanowi część tzw. makrojęzyka malajskiego.
Posługuje się nim grupa etniczna Ketahun. Pod względem językowym i kulturowym jego użytkownicy odczuwają przynależność do Malajów. O ile sam język jest spokrewniony z minangkabau, to społeczność nie identyfikuje się z ludem Minangkabau. Uważa się, że ludność Ketahun wywodzi się z grup Muko-muko i Rejang.
Pekal wykazuje wpływy języków minangkabau i rejang. Nie jest wzajemnie zrozumiały ani z malajskim, ani z minangkabau. J. McDowell i K. Anderbeck (2020) postulują włączenie pekal pod pojęcie South Barisan Malay. Pekal jest używany w sferze rodzinnej, w obrębie lokalnej społeczności i na początkowym etapie edukacji. W użyciu jest także narodowy język indonezyjski.
Nie wykształcił piśmiennictwa. Został opisany w postaci publikacji z 1986 r. 